# SC Alemannia Breslau
Die SC Alemannia Breslau war ein deutscher Fußballverein aus dem mittelschlesischen Breslau.

## Geschichte
Der Verein wurde 1909 gegründet und gehörte dem Südostdeutschen Fußball-Verband an. 1919/20 spielte der Verein erstmals in der Bezirksklasse Mittelschlesien, eine von fünf erstklassigen Ligen des SOFV. Die Spielklasse konnte fünf Jahre gehalten werden, bevor der Verein in der Saison 1923/24 als Gruppenletzter absteigen musste. 1926/27 gelang der Wiederaufstieg. 1929 stieg der Verein erneut in die Zweitklassigkeit ab, zur letzten Spielzeit des SOFV 1932/33 gelang nochmals der Aufstieg.
Im Zuge der Gleichschaltung wurde der Südostdeutscher Fußball-Verband wenige Monate nach der Machtübernahme der Nationalsozialisten im Jahre 1933 aufgelöst. An dessen Stelle trat die Gauliga Schlesien. Durch den letzten Platz in der Vorsaison verpasste Alemannia Breslau die Teilnahme an dieser und wurde in die zweitklassige Bezirksliga Mittelschlesien eingeordnet. Durch die Neuordnung der Sportgaue 1941 wurde auch die Gauliga Schlesien in die Gauliga Niederschlesien und die Gauliga Oberschlesien geteilt. Die daraus resultierenden mehr zur Verfügung stehenden Startplätze wurden für die Gauliga Niederschlesien zwischen vier teilnehmenden Mannschaften in einer Aufstiegsrunde ausgespielt, bei der sich Alemannia Breslau durchsetzen konnte und somit ab 1941 wieder in der ersten Liga spielte. In der letzten Saison bildete der Verein mit Germania Breslau eine Kriegsspielgemeinschaft. Kriegsbedingt konnte jedoch nur ein Spiel ausgetragen werden.
Die Feldhandball-Abteilung des Vereins wurde 1933 mit Gründung der erstklassigen Handball-Gauliga Schlesien für diese berücksichtigt und spielte bis 1936 erstklassig. Der Wiederaufstieg gelang zur Spielzeit 1939/40, im Laufe der Saison zog sich Alemannia Breslau kriegsbedingt jedoch wieder zurück.
Durch die Kriegsfolgen und die daraus resultierende Zusprechung Breslaus zu Polen erlosch der Verein 1945.

## Erfolge
- 3 Teilnahmen an der Gauliga Niederschlesien
- 4 Teilnahmen an der Handball-Gauliga Schlesien